# Лорікет червонобокий
Лоріке́т червонобокий (Hypocharmosyna placentis) — вид папугоподібних птахів родини Psittaculidae. Мешкає на островах Індонезії і Папуа Нової Гвінеї.

## Опис
Довжина птаха становить 18 см. Забарвлення переважно зелене. Скроні сині, щоки, груди з боків і покривні пера крил червоні. У самиць щоки жовті, скроні поцятковані жовтими смужками. Дзьоб оранжево-червоний.

## Підвиди
Виділяють п'ять підвидів:
- H. p. intensior Kinnear, 1928 — північні Молуккські острови (від Моротай[en] до Обі[en]), острів Гебе;
- H. p. ornata (Mayr, 1940) — острови Раджа-Ампат, півострів Чендравасіх, північ Нової Гвінеї;
- H. p. placentis (Temminck, 1835) — острови Амбелау, Серам, Кай[en] і Ару, південь Нової Гвінеї;
- H. p. pallidior (Rothschild & Hartert, E, 1905) — острови Вудларк[en], Нова Ірландія, Нова Британія, дрібні острівці від Нугурії і островів Грін до Бугенвіля (західні Соломонові острови);
- H. p. subplacens (Sclater, PL, 1876) — схід Нової Гвінеї.

## Поширення і екологія
Червонобокі лорікети живуть у вологих рівнинних тропічних лісах і на узліссях, в мангрових лісах, саванах і на кокосових плантаціях. Живляться нектаром, соковитими плодами і насінням.